# Delissea
Genre
Classification phylogénétique
Delissea est un genre de plantes appartenant à la famille des Campanulacées. Il a été décrit et nommé en l'honneur de Jacques Delisse, pharmacien à l'île Maurice, par Charles Gaudichaud-Beaupré dans son Voyage autour du monde entrepris par ordre du Roi.

## Liste des espèces
Selon World Checklist of Selected Plant Families (WCSP) (10 décembre 2016) :
- Delissea argutidentata (E.Wimm.) H.St.John, Pacific Sci. 13: 181 (1959).
- Delissea fallax Hillebr., Fl. Hawaiian Isl.: 251 (1888).
- Delissea fauriei H.Lév., Repert. Spec. Nov. Regni Veg. 12: 505 (1913).
- Delissea kauaiensis (Lammers) Lammers, Syst. Bot. Monogr. 73: 19 (2005).
- Delissea laciniata Hillebr., Fl. Hawaiian Isl.: 249 (1888).
- Delissea lanaiensis (Rock) Lammers, Novon 8: 34 (1998).
- Delissea lauliiana Lammers, Syst. Bot. 13: 505 (1988).
- Delissea niihauensis H.St.John, Pacific Sci. 13: 177 (1959).
- Delissea parviflora Hillebr., Fl. Hawaiian Isl.: 251 (1888).
- Delissea rhytidosperma H.Mann, Proc. Amer. Acad. Arts 7: 180 (1867).
- Delissea sinuata Hillebr., Fl. Hawaiian Isl.: 250 (1888).
- Delissea subcordata Gaudich., Voy. Uranie: 457 (1829). 
  - Delissea subcordata subsp. obtusifolia (Wawra) Lammers, Syst. Bot. Monogr. 73: 34 (2005).
  - Delissea subcordata subsp. subcordata.
- Delissea takeuchii Lammers, Syst. Bot. Monogr. 73: 38 (2005).
- Delissea undulata Gaudich., Voy. Uranie: 457 (1829).
- Delissea waianaeensis Lammers, Syst. Bot. Monogr. 73: 34 (2005).